# Harry Hasso
Harry Hasso (Frankenthal, 24 luglio 1904 – Helsingborg, 11 luglio 1984) è stato un attore, direttore della fotografia, regista, e giornalista tedesco, naturalizzato svedese dal 1961.

## Biografia
Il suo nome di nascita era Karl Hartnagel. In età giovanile compie studi musicali, come compositore e suonando il violino e l'armonica. Iniziò la carriera in Lussemburgo come operatore di ripresa quando aveva soltanto sedici anni, e due anni più tardi venne assunto da una casa di produzione cinematografica come direttore della fotografia e, in seguito, regista. Diresse un centinaio di documentari, molti dedicati alla sua città natale, andati distrutti durante la seconda guerra mondiale. Diresse anche moltissimi film a soggetto, lavorando intensamente in Svezia (dove acquisì la cittadinanza nel 1961), Germania, Italia e Finlandia, apparendo anche come attore in alcuni suoi film. Lavorò anche in un circo come acrobata: tra i numeri che prediligeva eseguire c'era anche quello di stare con la mano sopra una bottiglia posta su una sedia, con il corpo posizionato verticalmente. 
Ebbe una vita privata a dir poco burrascosa: si sposò per cinque volte ed ebbe altrettanti figli (Harry Hasso jr., Magdalena Hasso, Henry Hasso, John Tabori e Monika Hasso). Uno dei suoi nipoti, Eric Hasso, fondò in Svezia la casa di produzione Igelkott Film. In due casi si unì in matrimonio con celebrità quali l'attrice Signe Hasso nel 1933, divorziandone nel 1941, e con l'attrice Viveca Lindfors nello stesso momento; tale unione durò soltanto due anni. Dopo il quinto matrimonio con l'attrice svedese Britta Hasso, che fu quello più duraturo, si stabilì a Helsingborg e diventò giornalista del quotidiano principale cittadino, Helsingborgs Dagblad. Nel nostro paese diresse due pellicole.

## Filmografia

### Regista
- La donna del peccato (1942)
- L'usuraio (1943)
- Maria Johanna (1953) anche direttore della fotografia, sceneggiatore e attore

### Direttore della fotografia
- Pengar från skyn (1938)
- Tänk, om jag gifter mig med prästen (1941)
- Det sägs på stan (1941)
- Gula kliniken (1942)